# 高雅 (北魏)
高雅（476年—519年），字兴贤，渤海郡蓨县（今河北省衡水市景县）人，北魏官员，

## 生平
高雅有美好的举止姿态，景明年间，以司徒行参军为起家官，转任员外散骑侍郎，又被任命为厉威将军、郢州征虏府录事参事，入朝被任命为给事中，加号建威将军，稍微升迁至司徒府录事参军。熙平年间，转任定州抚军府长史，熙平四年，高雅在蓨县孝义里去世，虚岁四十四。东魏天平年间，朝廷追赠使持节、散骑常侍、都督冀州诸军事、平北将军、冀州刺史，谥号贞。天平四年十月壬辰朔六日丁酉（537年11月23日），安葬于蓨县孝义里，其墓志于1973年出土于河北省景县。

## 家庭

### 祖父
- 高祐，北魏兖州刺史[1]

### 父亲
- 高和璧，北魏乐陵郡太守[1]

### 兄弟
- 高颢，北魏征虏将军、中散大夫、建康惠子
- 高谅，北魏骁骑将军、徐州行台、忠侯

### 夫人
- 司马显明，琅琊王司马金龙孙女，豫州刺史司马悦长女[1]

### 子女
- ，长子，任城郡太守[1]
- 高德云，次子，镇东府骑兵参军[1]
- 高元仪，长女，魏孝明帝嫔[1]